# HMS Derwent (L83)
Pour les autres navires du même nom, voir HMS Derwent.
Le HMS Derwent (pennant number L83) est un destroyer d'escorte de classe Hunt de type III construit pour la Royal Navy, pendant la Seconde Guerre mondiale

## Construction
Le Derwent est commandé le 4 juillet 1940 dans le cadre du programme d'urgence de la guerre de 1940 pour le chantier naval de Vickers Armstrong de Barrow-in-Furness en Angleterre sous le numéro J3988. La pose de la quille est effectuée le 29 décembre 1940, le Derwent est lancé le 22 août 1941 et mis en service le 24 avril 1942.
Il est parrainé par la communauté civile de Easthampstead dans le Berkshire pendant la campagne nationale du Warship Week (semaine des navires de guerre) en mars 1942.
Les navires de classe Hunt sont censés répondre au besoin de la Royal Navy d'avoir un grand nombre de petits navires de type destroyer capables à la fois d'escorter des convois et d'opérer avec la flotte. Les Hunt de type III se distinguent des navires précédents type I et II par l'ajout de 2 tubes lance-torpilles au milieu du navire. Pour compenser le poids des tubes lance-torpilles, seuls 2 supports de canons jumeaux de 4 pouces ont été installés, le canon en position "Y" a été retiré, le projecteur étant déplacé vers le pont arrière de l'abri en conséquence. Les Hunt de type III pouvaient être facilement identifiés car ils avaient une cheminée droite avec un sommet incliné et le mât n'avait pas de râteau. Quatorze d'entre eux ont vu leurs ailerons stabilisateurs retirés (ou non installés en premier lieu) et l'espace utilisé pour le mazout supplémentaire.
Le Hunt type III (comme le type II) mesure 80,54 m de longueur entre perpendiculaires et 85,34 m de longueur hors-tout. Le Maître-bau du navire mesure 9,60 m et le tirant d'eau est de 3,51 m. Le déplacement est de 1070 t) standard et de 1510 t à pleine charge.
Deux chaudières Admiralty produisant de la vapeur à 2100 kPa (21 bar) et à 327 °C alimentent des turbines à vapeur à engrenages simples Parsons qui entraînent deux arbres d'hélices, générant 19 000 chevaux (14 000 kW) à 380 tr/min. Cela donne une vitesse de 27 nœuds (50 km/h) au navire. 281 t de carburant sont transportés, ce qui donne un rayon d'action nominale de 2 560 milles marins (4 740 km) (bien qu'en service, son rayon d'action tombe à 1 550 milles marins (2 870 km)).
L'armement principal du navire est de quatre canons de 4 pouces QF Mk XVI (102 mm) à double usage (anti-navire et anti-aérien) sur trois supports doubles, avec un support avant et deux arrière. Un armement antiaérien rapproché supplémentaire est fourni par une monture avec des canons quadruple de 2 livres "pom-pom" MK.VII et trois  canons Oerlikon de 20 mm Mk. III montés dans les ailes du pont, Jusqu'à 110 charges de profondeur pouvaient être transportées, avec deux goulottes de charge en profondeur et  quatre lanceurs de charge en profondeur constituent l'armement anti-sous-marin du navire. Le radar de type 291 et de type 285 sont installés, de même qu'une sonar de type 128,. Le navire avait un effectif de 168 officiers et hommes,.

## Histoire

### Seconde guerre mondiale

#### 1942
Après des essais d'acceptation et sa mise en service, le Derwent est transféré à Scapa Flow en juin 1942, où il rejoint la Home Fleet et continue à être entièrement équipé avant d’être placé dans les approches occidentales, et d’escorter des convois à travers l'Atlantique. Il est ensuite affectéé à la 5e Flottille de destroyers basée à Alexandrie, en Égypte.
Le 1er juin, le Derwent, le cuirassé Nelson (28) et le destroyer jumeau Blackmore (L43)  rejoignent le convoi WS19P de la Clyde à Freetown, en Sierra Leone. Le convoi comprend également le porte-avions Argus (I49), mais il se sépare le 5 juin pour être rediriger vers la Méditerranée. Le Derwent se détache du convoi WS19P après son arrivée à Freetown le 15 juin, puis navigue le 19 juin avec les cuirassés Nelson et Rodney (29), les destroyers Penn (G77), Pathfinder (G10) et Quentin (G78) pour se rendre à Capetown en Afrique du Sud. Cependant, le plan pour l’opération à Alexandrie a changé, de sorte que le navire quitte Capetown le 1er Juillet pour retourner dans les eaux locales.

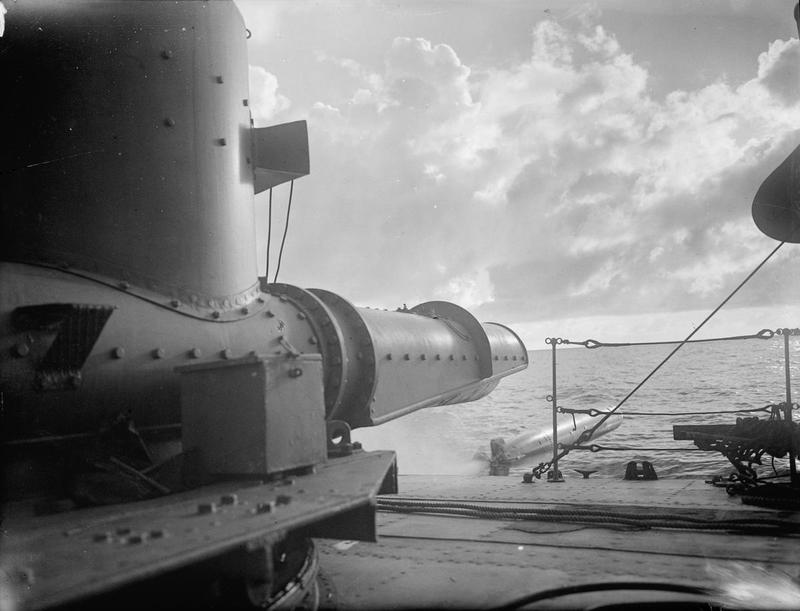
Le HMS Derwent effectuant un exercice de torpille dans l’océan Indien le 25 novembre 1942

En août, le Derwent escorte le convoi WS21S avec ses navires jumeaux Bramham (L51), Bicester (L34), Ledbury (L90) et Wilton (L128) de Clyde à Gibraltar, en préparation de l'opération Pedestal. Le 10 août, le convoi est renforcé par la Force X, comprenant les croiseurs légers Nigeria (60), Kenya (14), Manchester (15) et Cairo (D87) et les destroyers d'escorte Ashanti (F51), Intrepid (D10), Icarus (D03), Foresight (H68), Fury (H76), Pathfinder (G10) et Penn (G77). Cependant, le 13 août, le Derwent, le Bicester et le Wilton sont détachés pour escorter le Nigeria jusqu’à Gibraltar, après que le croiseur a été endommagé par une torpille du sous-marin italien Axum la veille,,,,.
Arrivé à Gibraltar le 15 août, le Derwent est transféré dans l'Atlantique Sud et l'océan Indien. Il rejoint le convoi WS22 pour l'Extrême-Orient le 13 septembre, visitant Freetown et Simonstown en Afrique du Sud, puis avec le destroyer grec Pindos (L65), ils se séparent du convoi WS22 le 18 septembre, traversant Durban avant de se rendre au port de Kilindini de Mombasa au Kenya. Le navire escorte des convois dans la région de l'océan Indien à partir de la base de Kilindini,.

#### 1943
Le 1er janvier 1943, le Derwent, les destroyers  Pakenham (G06), Petard (G56), Isis (D87), Hero (H99) et le destroyer grec Vasilissa Olga (D 15) sont stationnés sur la mer Rouge pour escorter un convoi, y compris les navires de transport de troupes Queen Mary, Ile de France, Nieuw Amsterdam et Aquitania transportant la 9e Division australienne pour retourner dans la guerre du Pacifique Sud-Ouest. En mars, il est transféré à Alexandrie, en Égypte, et rejoint la 22e Flottille de destroyers de la Mediterranean Fleet (flotte méditerranéenne). Ilsert dans des missions de patrouille, d’escorte de convoi et de soutien pour les opérations militaires à pied en Méditerranée orientale.
Le 19 mars, alors qu’il est  ancré à Tripoli, en Libye, Derwent a subi une attaque aérienne intensive par des bombardiers en piqué  Junkers Ju 88  et est touché par une torpille d'un des avions. Le navire subit des dommages majeurs, submergé dans la chaufferie, mais s'échoue volontairement pour ne pas couler. Six membres de son équipage décèdent pendant cette attaque. Le bombardement des unités allemandes Kampfgeschwader 54 et Kampfgeschwader 77 de la Luftwaffe coulent également le navire Liberty ship Ocean Voyager  et le navire marchand grec Vavara,.
Le Derwent est temporairement réparé le 4 mai et peut retourner, avant d’être remorqué par le Allegiance dans le cadre du convoi KMS18 au départ de Gibraltar pour une réparation en Grande-Bretagne pendant 6 mois. Il atteint le chantier naval de Devonport pour des réparations à partir du 1er août. Cependant, le travail va durer près de deux ans en raison de la nécessité de prioriser les navires participant à des campagnes importantes. Finalement, le 1er janvier 1945, les autorités décident d'arrêter toutes les réparations et de remettre le navire dans la réserve.

### Après-guerre
Après la fin de la guerre, ses machines sont transférées au Royal Naval Engineering College (RNEC) de Manadon pour être utilisées dans la formation d'officiers mécaniciens de marine
Le navire est finalement vendu à BISCO le 8 novembre 1946 pour démolition par le chantier T W Ward à Penryn où il arrive en remorque le 21 février 1947.

### Honneurs de bataille
- ATLANTIC 1942
- MALTA CONVOYS 1942

### Commandement
- Commander (Cdr.) Royston Hollis Wright (RN) du 11 novembre 1941 à mars 1943
- Lieutenant (Lt.) Philip Roger Canning Higham (RN) de mars 1943 à fin 1943